# Aladár Hornyánszky
Aladár Hornyánszky (slowakisch: Horňanský) (* 10. Januar 1873 in Budapest; † 27. Oktober 1939 in Wien) war ein ungarisch-slowakischer Hebraist, evangelischer Theologe, Hochschullehrer und Übersetzer.

## Biografie
Aladár Hornyánszky wurde am 10. Januar 1873 als Sohn des Druckereibesitzers Victor György (Georg) Hornyánszky (1828–1882) und der Francziska (Fanny) Skita in Budapest geboren. Der Familienname war ursprünglich Horňák, wurde jedoch bereits im 18. Jahrhundert zu Horňanský. Unter seinen Geschwistern waren Victor und Ernő (Ernst), die das väterliche Unternehmen weiter führten sowie Gyula (Julius) (1869–1933), klassischer Philologe, Historiker und Hochschullehrer.
Nach dem Besuch des Gymnasiums, das er 1890 mit Auszeichnung abschloss, studierte Hornyánszky zunächst zwei Semester an der calvinistischen theologischen Schule in Budapest, von 1891 bis 1894 dann an der (lutherischen) Evangelisch-Theologischen Akademie im damals noch zum Königreich Ungarn gehörigen Pozsony (heute Bratislava). Schon hier zeigten sich seine sprachwissenschaftliche Begabung und Vorliebe für die Hebräische Sprache. Nach erfolgreichem theologischen Abschluss entschloss er sich, zunächst seine sprachwissenschaftlichen Studien fortzusetzen und belegte 1894–1896 in Göttingen klassische Philologie bei Ulrich von Wilamowitz-Moellendorff und Semitistik bei Rudolf Smend und Julius Wellhausen, 1896–1897 dann Semitistik bei dem Orientalisten Ignaz Goldziher an der Universität Budapest. Im September 1897 wurde er im Alter von 24 Jahren ordiniert und war als Kaplan und Katechet in Budapest tätig, setzte jedoch parallel seine Studien fort.
Im November 1899 wurde Hornyánszky für die Fächer Hebräisch und alttestamentliche Wissenschaft, für die er aufgrund seiner Ausbildung bestens qualifiziert war, an die Evangelisch-Theologische Akademie in Bratislava berufen. Er unterrichtete dort 1900–1901 zunächst als Privatdozent, ab dem 1. Januar 1902 als ordentlicher Professor. 1917 wurde ihm von der Universität Göttingen die Ehrendoktorwürde verliehen. Bis zu seinem Tod lehrte er in Bratislava, unterbrochen nur vom Ersten Weltkrieg, in dem er 1916–1918 als Militärpfarrer diente. 1920 wechselte er auf den Lehrstuhl für neutestamentliche Studien der Evangelisch-Theologischen Fakultät, Nachfolger auf dem alttestamentlichen Lehrstuhl wurde sein Schüler Ján Bakoš.
Hornyánszky, der Deutsch und Ungarisch sprach und lehrte und erst mit etwa 60 Jahren Slowakisch lernte, widmete sich vor allem der Übersetzung und Interpretation von Büchern des Alten und Neuen Testaments. Er ist Autor sprachwissenschaftlicher und theologischer Werke, darunter Lehrbücher des Hebräischen in ungarischer und slowakischer Sprache, sowie zahlreicher Artikel in theologischen Zeitschriften. Sein letztes Werk, ein Griechisch-Slowakisches Wörterbuch zum Neuen Testament, konnte er nicht mehr vollenden.
Aladár Hornyánszky starb am 27. Oktober 1939 in Wien, wo er sich zur Behandlung eines Krebsleidens aufgehalten hatte, und wurde dort auch bestattet. Er war verheiratet mit Klára Szervánszky, mit der er zwei Söhne hatte: Aladár (* 1902) und István (Stefan) (1905–1974).

## Werke

### Monografien
- Héber nyelvtan kezdő számára. Budapest 1908. (Hebräische Grammatik für Anfänger.)
- A prófetai extasis és a zena. (ohne Ort) 1910. (Die prophetische Extase und die Musik.) (Dissertation)
- Jesajás. Budapest 1916.
- Mluvnica a čítanka hebrejská. 1. Teil. Bratislava 1923. (Hebräische Grammatik und Lesebuch.)
- Fordításrészletek az Ószövetségböl és Újszövetségböl. 1916–1936. (Ungarische Übersetzungen einzelner Bücher des Alten und Neuen Testaments: Jesaja 1–12, Amos (1916); Hiob, Römer, Galater, 1. Thessalonicher, Hebräer (1936); Jeremia (im Manuskript).)
- Čiastky zo Starého Zákona v preklade. Neznámy prorok babylonského vyhnanstva (Deuteroizaiáš Iz. 40–55). (Beiträge zur Übersetzung des Alten Testaments. Ein unbekannter Prophet des babylonischen Exils.) Ins Slowakische übersetzt von Vladimír Roy. Bratislava 1937.

### Aufsätze
[ThSz = Theológiai szaklap. (Theologische Zeitschrift.) (Hrsg.:) Magyarországi Evangélikus Egyház. 1902–1918.]
- Jes. 1,2–17 EU. szereztetési ideje és magyarázata. In: ThSz, 1. Jg. (1902) H. 1, S. 8–12 (PDF; 244 kB).
- Grotefend. In: ThSz, 1. Jg. (1902) H. 2, S. 73–76 (PDF; 148 kB).
- Kámori Sámuel † (1830-1903). In: ThSz, 1. Jg. (1902) H. 3, S. 161–164 (PDF; 178 kB).
- Fordításrészlet az ÓT-ból. Jes. 2,2–4 EU. A világbéke. (Übersetzungen aus dem Alten Testament: Jesaja 2, 2–4. Der Weltfriede.) In: ThSz, 1. Jg. (1902) H. 3, S. 165–166 (PDF; 68 kB).
- A 4-ik Zsoltár magyarázata. (Der vierte Psalm erklärt.) In: ThSz, 1. Jg. (1902) H. 4, S. 270–271 (PDF; 103 kB).
- A Bábel-Bibelvita. (Der Babel-Bibel-Streit.) In: ThSz, 2. Jg. (1903) H. 1, S. 1–20 (PDF; 1,3 MB), H. 2, S. 81–93 (PDF; 829 kB), H. 3, S. 161–179 (PDF; 1,2 MB), H. 4, S. 249–262 (PDF; 887 kB), H. 5, S. 213–216 (PDF; 248 kB).
- Nahum könyvének fordítása. (Übersetzung des Buches Nahum.) In: ThSz, 3. Jg. (1904) H. 1, S. 1–4 (PDF; 176 kB).
- A 81. Szúra. (Die 81. Sure.) In: ThSz, 3. Jg. (1904) H. 1, S. 54–60 (PDF; 372 kB), H. 2/3, S. 164–168 (PDF; 274 kB).
- Fordításrészletek Jesajásból. (Übersetzungsdetails aus Jesaja.) In: ThSz, 3. Jg. (1904) H. 5, S. 329–331 (PDF; 116 kB).
- Ninive. In: ThSz, 4. Jg. (1906) H. 1, S. 1–14 (PDF; 847 kB).
- Száz év Izráel történetéből. (Hundert Jahre aus der Geschichte Israels.) In: ThSz, 4. Jg. (1906) H. 2, S. 89–106 (PDF; 1,1 MB).
- A prófétai ekstasis és a zene. (Die Prophetische Ekstase und die Musik.) In: ThSz, 4. Jg. (1906) H. 3, S. 169–184 (PDF; 1 MB).